# Peter Stewart (athlétisme)
Pour les articles homonymes, voir Peter Stewart et Stewart.
Peter Stewart (né le 8 août 1947) est un athlète britannique, spécialiste des courses de fond.

## Biographie
Il remporte le titre du 3 000 mètres lors des Championnats d'Europe en salle 1971, à Sofia, en Bulgarie, en devançant dans le temps de 7 min 53 s 6 l'Est-allemand Wilfried Scholz et le Soviétique Yuriy Aleksashin . 

### Palmarès
| Date | Compétition                      | Lieu      | Résultat | Épreuve |
| ---- | -------------------------------- | --------- | -------- | ------- |
| 1970 | Jeux du Commonwealth britannique | Édimbourg | 4e       | 1 500 m |
| 1971 | Championnats d'Europe en salle   | Sofia     | 1er      | 3 000 m |

### Records
| Épreuve         | Performance   | Lieu    | Date            |
| --------------- | ------------- | ------- | --------------- |
| 1 500 m         | 3 min 38 s 22 | Londres | 15 juillet 1972 |
| 3 000 m (salle) | 7 min 53 s 6  | Sofia   | 14 mars 1971    |